# Haute Couture (film, 2015)
Cet article concerne le film 2015. Pour le secteur de la mode, voir Haute couture. Pour le film de 2021, voir Haute Couture (film, 2021).
Pour plus de détails, voir Fiche technique et Distribution.
Haute Couture (The Dressmaker) est un film dramatique australien réalisé par Jocelyn Moorhouse, sorti en 2015. Le film adapte The Dressmaker's Secret, (Vengeance Haute Couture en français) roman publié en 2000 par Rosalie Ham. 

## Synopsis

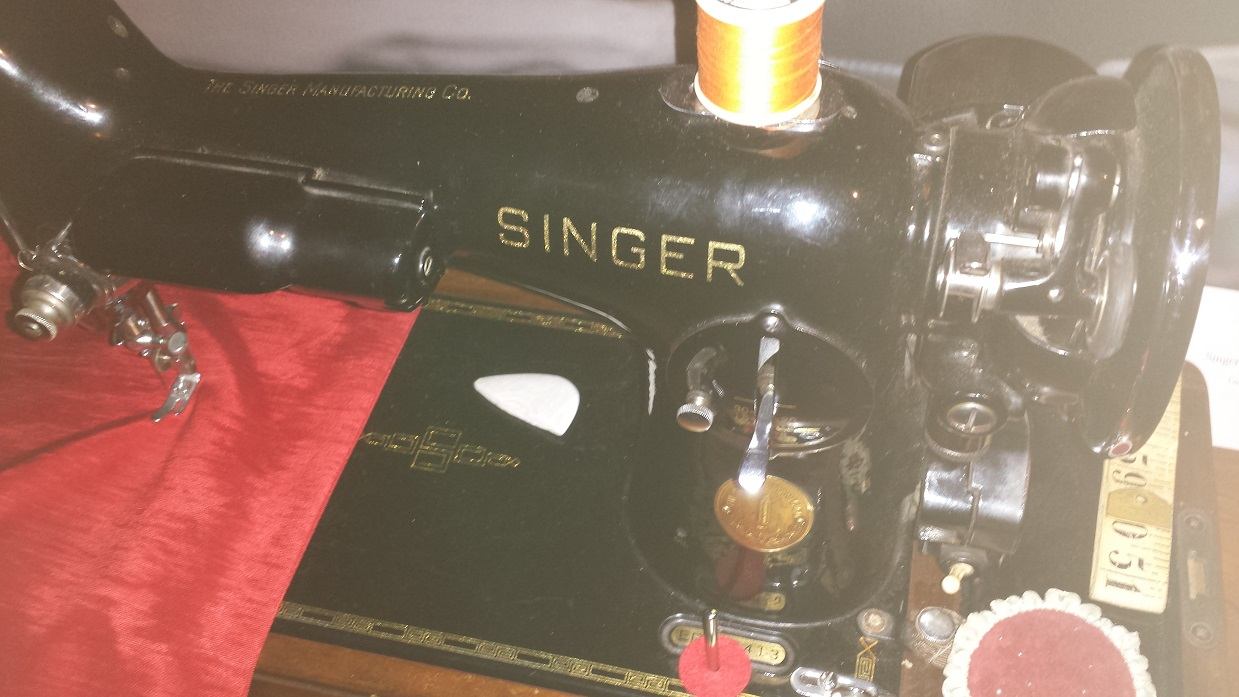
Machine à coudre Singer utilisée dans le film.

Au début des années 1950, Tilly Dunnage retourne, après 25 ans d'absence, dans son Australie d'origine pour s’occuper de sa mère Molly, seule et demi-folle. Avec sa machine à coudre et son apparence "Haute couture", cette styliste va transformer les femmes de son petit village en vamps irrésistibles mais aspire avant tout à se venger de tous ceux qui l'ont bannie lorsqu'elle était petite. Sans père, méprisée, elle était persécutée par les autres élèves et martyrisée par son institutrice. Souffre-douleur du fils du plus gros notable, elle sera accusée de l'avoir tué sur le faux témoignage de l'institutrice et envoyée loin de sa mère. Dans sa quête de la vérité, elle sera aidée par le champion local de football, le policier du village et sa mère soucieuse de réparer le passé.

## Fiche technique
- Titre original : The Dressmaker
- Titre français et québécois : Haute Couture
- Réalisation : Jocelyn Moorhouse
- Scénario : Jocelyn Moorhouse d'après le roman de Rosalie Ham (en)
- Direction artistique : Lucinda Thomson
- Décors : Roger Ford
- Costumes : Marion Boyce et Margot Wilson
- Montage : Jill Bilcock
- Photographie : Donald McAlpine
- Musique : David Hirschfelder
- Son : Chris Goodes
- Production : Sue Maslin
- Sociétés de production : Apollo Media, Film Art Media et Screen Australia
- Sociétés de distribution : Universal Pictures
- Pays d’origine :  Australie
- Langue originale : anglais
- Format : couleur — 2,35:1
- Genre : film policier
- Durée : 118 minutes
- Dates de sortie : 
  - Canada : 14 septembre 2015 (Festival international du film de Toronto)
  - Australie : 29 octobre 2015
  - France : 27 mars 2018 (DVD)

## Distribution
- Kate Winslet (VQ : Valérie Gagné) : Myrtle 'Tilly' Dunnage
  - Darcey Wilson : Myrtle jeune
- Judy Davis (VQ : Danièle Panneton) : Molly Dunnage
  - Lucy Moir : Molly jeune
- Liam Hemsworth (VQ : Gabriel Lessard) : Teddy McSwiney

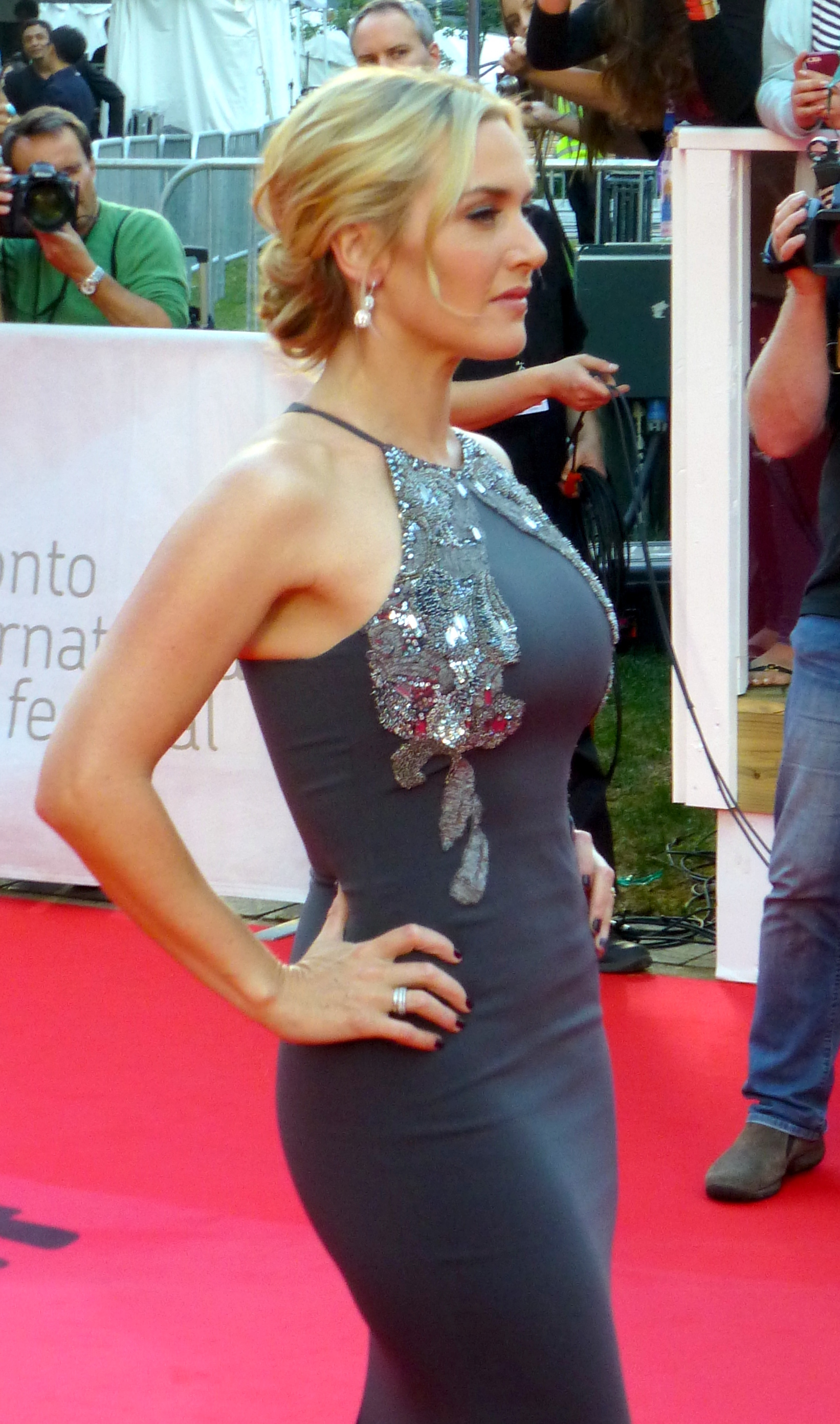
L'actrice principale Kate Winslet à la première du film au Festival international du film de Toronto 2015.

- Hugo Weaving (VQ : Sylvain Hétu) : Sergent Horatio Farrat
- Sarah Snook (VQ : Ariane-Li Simard-Côté) : Gertrude 'Trudy' Pratt
  - Olivia Sprague : Gertrude jeune
- Sacha Horler (VQ : Marika Lhoumeau) : Una Pleasance
- Caroline Goodall (VQ : Natalie Hamel-Roy) : Elsbeth Beaumont
- James Mackay (VQ : Alexandre Fortin) : William Beaumont
- Rebecca Gibney (VQ : Nathalie Coupal) : Muriel Pratt
- Shane Bourne (VQ : Jacques Lavallée) : Evan Pettyman
- Alison Whyte (VQ : Christine Séguin) : Marigold Pettyman
- Barry Otto : Percival Almanac
- Julia Blake : Irma Almanac
- Kerry Fox (VQ : Marie-Andrée Corneille) : Beulah Harridiene
- Gyton Grantley (VQ : Fred-Éric Salvail) : Barney McSwiney
- Alex de Vos : Barney jeune
- Genevieve Lemon : Mae McSwiney
- Shane Jacobson : Alvin Pratt
- Tracy Harvey : Lois Pickett
- Terry Norris : Septimus Crescent
- Amanda Woodhams : Nancy Pickett
  - Grace Rosebirch : Nancy jeune
- Stan Leman : Edward McSwiney
- Rory Potter : Stewart Pettyman
- Hayley Magnus : Prudence Harridiene

 Source et légende : version québécoise (VQ) sur Doublage.qc.ca

## Distinctions

### Récompenses
- AACTA Awards 2015 : AACTA Award de la meilleure actrice pour Kate Winslet,  AACTA Award de la meilleure actrice dans un second rôle pour Judy Davis, et AACTA Award du meilleur acteur dans un second rôle pour Hugo Weaving

### Nominations
- AACTA Awards 2015 : AACTA Award du meilleur film, AACTA Award du meilleur réalisateur pour Jocelyn Moorhouse et AACTA Award de la meilleure actrice dans un second rôle pour Sarah Snook